# Bombardowanie Rabaulu (listopad 1943)

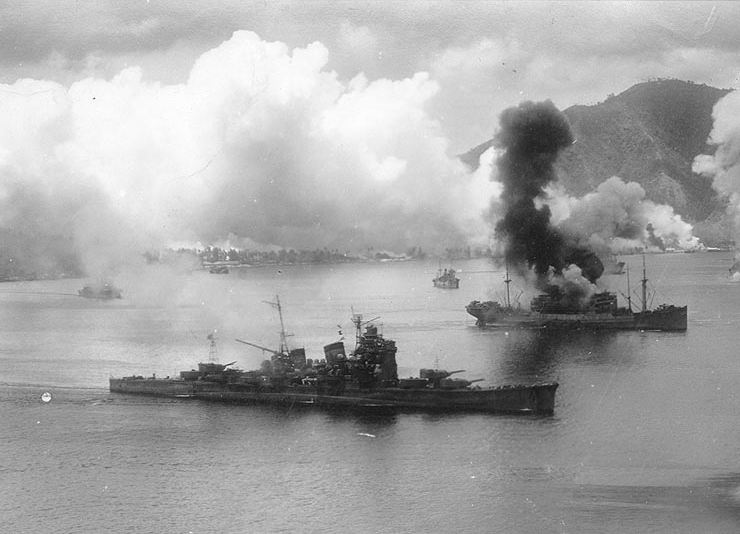
Japoński ciężki krążownik „Haguro” i inne okręty zaatakowane pod Rabaulem, 2 listopada 1943

Bombardowanie Rabaulu – przeprowadzona w listopadzie 1943 roku seria alianckich ataków powietrznych na siły japońskie w Rabaulu na wyspie Nowa Brytania. W odpowiedzi na inwazję aliantów na Wyspę Bougainville’a, Japończycy sprowadzili z Truk, ich głównej bazy morskiej na Wyspach Karolińskich, położonej około 800 mil morskich na północ od Rabaulu, znaczne siły lotniczo-morskie (w szczególności krążowniki) w ramach przygotowań do nocnych ataków przeciwko alianckiej flocie i transportom zaopatrzenia. Alianckie samoloty, zarówno z lotniskowców, jak i lotnisk lądowych, zaatakowały japońskie okręty, lotniska oraz obiekty portowe na Nowej Brytanii, aby chronić aliancką operację desantową na Wyspie Bougainville’a. W wyniku nalotów na Rabaul japońskie siły morskie nie mogły już zagrozić lądowaniu Amerykanów. Sukces nalotu zaczął zmieniać głęboko zakorzenione przekonanie, że siły powietrzne bazujące na lotniskowcach nie mogą stawić czoła jednostkom lotniczym stacjonującym na lądzie.

## Tło sytuacyjne
Na początku 1943 roku Rabaul znajdował się daleko od strefy walk. Jednak strategiczna operacja aliantów w rejonie południowo-zachodniego Pacyfiku – o kryptonimie Cartwheel – miała na celu odizolowanie Rabaulu i zredukowanie jego siły za pomocą nalotów. Japońskie siły lądowe wycofywały się już na Nowej Gwinei i Wyspach Salomona, opuszczając Guadalcanal, Kolombangara, Nową Georgię i Vella Lavella.
Rabaul na Nowej Brytanii był jednym z dwóch głównych portów na australijskim Terytorium Nowej Gwinei. Była to główna japońska baza morska podczas kampanii na Wyspach Salomona i kampanii na Nowej Gwinei. Port Simpson – zdobyty przez Japończyków w lutym 1942 roku – był znany jako „Pearl Harbor południowego Pacyfiku”, chroniony przez 367 dział przeciwlotniczych i pięć lotnisk.
Lotniska Lakunai i Vunakanau były używane już przed wojną przez Australijczyków. Lakunai miał pas startowy z piasku i popiołu wulkanicznego, możliwy do wykorzystania przy każdej pogodzie, a Vunakanau pokryty betonem. Lotnisko Rapopo – 12 mil morskich na południowy wschód – z betonowymi pasami startowymi oraz rozległym zapleczem technicznym i konserwacyjnym uruchomiono w grudniu 1942 roku. Tobera – ukończona w sierpniu 1943 roku, położona w połowie drogi między Vunakanau i Rapopo – również posiadała betonowe pasy. W sumie te cztery lotniska zawierały hangary dla 166 bombowców i 265 myśliwców, z dodatkowymi, niezabezpieczonymi miejscami do parkowania samolotów pod gołym niebem. Piątym lotniskiem chroniącym Rabaul było lotnisko Borpop, ukończone w grudniu 1942 roku po drugiej stronie Kanału Świętego Jerzego, na Nowej Irlandii.
Obrona przeciwlotnicza była dobrze skoordynowana przez armię i jednostki morskie. Cesarska Armia Japońska obsługiwała 192 z 367 dział przeciwlotniczych, a Cesarska Marynarka Wojenna Japonii pozostałe 175. Artyleria nadbrzeżna strzegła Portu Simpson i jego żeglugi oraz trzech lotnisk Tobera, Lakunai i Vunakanau. Armia broniła lotniska Rapopo, składów zaopatrzenia i instalacji wojskowych, a także pomagała marynarce wojennej w obronie Portu Simpson. Skuteczny system radarowy wczesnego ostrzegania zapewniał zasięg 90 mil morskich od Rabaulu, który jeszcze rozszerzały dodatkowe radary na Nowej Brytanii, Nowej Irlandii i Buka. Te zestawy radarowe zapewniały ostrzeżenie przed atakiem na 30-60 minut przed jego rozpoczęciem.

## Ataki samolotów z lotnisk lądowych
W ramach operacji Cartwheel jesienią 1943 roku amerykańska 5 Armia Powietrzna, Królewskie Australijskie Siły Powietrzne i Królewskie Siły Powietrzne Nowej Zelandii, wszystkie pod dowództwem gen. George'a Kenneya, rozpoczęły kampanię bombardowania lotnisk i portu w Rabaulu. Pierwsza misja została wykonana przez 349 samolotów 12 października 1943 roku, ale z powodu złej pogody nie można było po niej kontynuować operacji. Pojedynczy nalot 50 średnich bombowców B-25 Mitchell osiągnął cel 18 października. Permanentne ataki wznowiono 23 października, a ich kulminacją był wielki nalot 2 listopada.
W akcji z 2 listopada dziewięć dywizjonów B-25, łącznie 72 bombowce, i sześć dywizjonów P-38 Lightning, w sumie 80 myśliwców eskorty, zaatakowało Port Simpson i jego obronę przeciwlotniczą za pomocą ataków bombowych i ostrzału z działek na minimalnym pułapie. Osiem B-25 zostało zestrzelonych przez obronę przeciwlotniczą lub japońskie myśliwce morskie. Zostało utraconych również dziewięć P-38. Wśród zaginionych był mjr Raymond H. Wilkins z 3 Grupy Szturmowej, który został pośmiertnie odznaczony Medalem Honoru.

### Ataki samolotów z lotniskowców
Marynarka Wojenna Stanów Zjednoczonych początkowo nie rozważała własnego ataku powietrznego na Rabaul. Adm. William Halsey realizował kolejną fazę swojego natarcia na Wyspach Salomona i chciał założyć bazę na Wyspie Bougainville’a. Tam Japończycy mieli dwa lotniska na południowym krańcu wyspy, a także jedno na jej najbardziej wysuniętym na północ półwyspie i czwarte na wyspie Buka, tuż na północ od Wyspy Bougainville’a. Zamiast próbować kosztownego szturmu na te silnie bronione obszary, Halsey wylądował ze swoimi siłami inwazyjnymi 14 tys. marines w Zatoce Cesarzowej Augusty, mniej więcej w połowie zachodniego wybrzeża Wyspy Bougainville’a. Tam miałby sprowadzić oddziały Seabees i zbudować własne lotnisko.
Pierwszej nocy osłonowej jednostce morskiej udało się osłonić lądowanie (bitwa w Zatoce Cesarzowej Augusty), ale adm. Mineichi Koga odpowiedział szybko. W ciągu kilku dni lokalne siły japońskie zostały wzmocnione posiłkami z Truk. Japończycy przez ostatni rok oszczędzali swoje siły morskie, ale w obliczu bezpośredniego zagrożenia dla Rabaulu przeznaczyli teraz znaczne środki w nadziei na zmiażdżenie alianckich sił desantowanych i ich wsparcia morskiego. Flota japońska zatankowała w Rabaulu w ramach przygotowań do nadchodzącej bitwy.
Halsey nie miał porównywalnych sił nawodnych, aby stawić czoła temu nowemu wyzwaniu. Jego główne siły nawodne, dwa pancerniki i kilka krążowników, zostały przeniesione na środkowy Pacyfik, aby wesprzeć nadchodzącą inwazję na Tarawę. Jedynymi dostępnymi siłami w rejonie Rabaulu były grupy lotnicze z lotniskowców „Saratoga” i „Princeton”. Zostałyby one uznane za potężną siłę do bitwy na morzu, ale nie do ataku na Rabaul, który był silnie ufortyfikowanym portem z pięcioma lotniskami i licznymi bateriami przeciwlotniczymi. Lotnicy marynarki wojennej nazwali go „gniazdem szerszeni”. Z wyjątkiem niespodziewanego ataku na Pearl Harbor, nigdy wcześniej żaden lotniskowiec nie przeprowadził skutecznego ataku na tak potężny cel lądowy. Dlatego misja została uznana za wysoce niebezpieczną dla załóg samolotów i naraziła lotniskowce na duże ryzyko. Halsey jednak powiedział później, że zagrożenie, jakie japońskie krążowniki w Rabaulu stanowiły dla sił desantowych podczas lądowania na Wyspie Bougainville’a, było „najbardziej rozpaczliwym zagrożeniem, z jakim spotkałem się przez całą moją służbę jako Dowódca Obszaru Południowego Pacyfiku”.

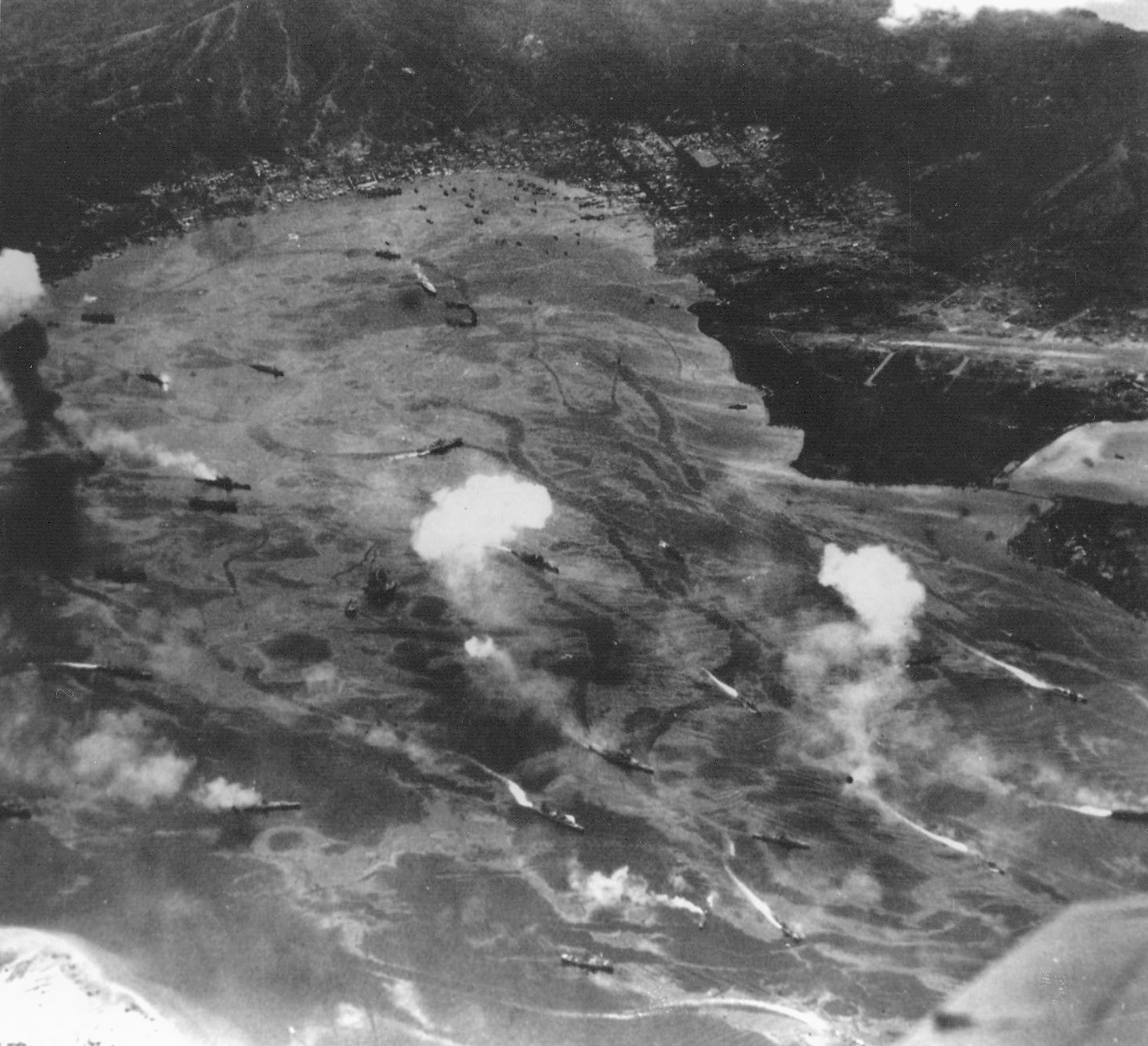
Japońskie okręty wojenne próbują wyruszyć w drogę podczas ataku samolotów Marynarki Wojennej Stanów Zjednoczonych

W obliczu niepewnego losu desantu Halsey rozkazał swoim lotniskowcom, pod dowództwem kontradm. Fredericka Shermana, płynąć na północ w nocy z 4 na 5 listopada, aby znaleźć się w zasięgu Rabaulu i móc rozpocząć atak o świcie. Sherman poderwał wszystkie 97 dostępnych samolotów do nalotu, nie pozostawiając żadnej maszyny do patrolowania przestrzeni powietrznej nad swoimi okrętami. Załogom rozkazano uszkodzić jak najwięcej wrogich okrętów wojennych, zamiast próbować za wszelką cenę je zatopić. Chodziło o – przynajmniej czasowe – wyłącznie z walki jak największej liczby japońskich jednostek. Samoloty z lotniska Barakoma i z niedawno zdobytej wyspy Vella Lavella również zostały wysłane nad morze, aby spotkać się z siłami morskimi i zapewnić im pewną ochronę.
Po zbombardowaniu Rabaulu przez lotnictwo marynarki wojennej, o świcie nastąpił nalot w wykonaniu 27 ciężkich bombowców B-24 Liberator z 5 Armii Powietrznej eskortowanych przez 58 myśliwców P-38. Pod koniec tych ataków sześć z siedmiu japońskich krążowników w Rabaulu zostało uszkodzonych, w tym cztery ciężko. „Atago” ucierpiał od bliskich wybuchów trzech bomb o masie 230 kg, które spowodowały poważne uszkodzenia i zabiły 22 członków załogi, w tym jego kapitana. „Maya” został trafiony bombą nad jedną z maszynowni, przyjmując poważne uszkodzenia i tracąc 70 zabitych marynarzy. „Mogami” został trafiony jedną bombą 230 kg i podpalony, co spowodowało ciężkie uszkodzenia i śmierć 19 członków załogi. „Takao” trafiono dwiema 230 kg bombami, co również spowodowało ciężkie uszkodzenia i zabiło 23 marynarzy. „Chikuma” został lekko uszkodzony przez kilka bliskich detonacji. Jedna bomba uderzyła w pobliżu „Agano”, uszkodziła działo przeciwlotnicze i zabiła jednego członka załogi. Trzy niszczyciele („Fujinami”, „Amagiri”, „Wakatsuki”) również zostały lekko uszkodzone.
Uderzenie okazało się oszałamiającym sukcesem, skutecznie neutralizując krążowniki adm. Kogi jako zagrożenie dla działań desantowych na Wyspie Bougainville’a. W obliczu groźby kolejnych nalotów większość japońskich okrętów wojennych wyruszyła do Truk następnego dnia, praktycznie kończąc obecność japońskiej marynarki wojennej w tym rejonie. Straty wśród atakujących samolotów były niewielkie.
Dwa dni później dodatkowa jednostka transportowa, Task Group 50.3 amerykańskiej 5 Floty dopłynęła do Halsey i dotarła 7 listopada. Były to jednostki należące do pierwszej fali nowo zbudowanych amerykańskich okrętów wojennych marynarki wojennej i dopiero niedawno weszły do służby. Dowodzona przez adm. Alfreda E. Montgomery’ego grupa zadaniowa składała się z lotniskowców floty USS „Essex” i USS „Bunker Hill” oraz lekkiego lotniskowca USS „Independence”. Halsey użył okrętów Montgomery’ego, a także Task Force 38 w połączonym uderzeniu przeciwko Rabaulowi 11 listopada. Sherman przypuścił atak z okolic Green Island, na północny zachód od Wyspy Bougainville’a, przy złej pogodzie około godz. 8:30. Po powrocie TF 38 wycofał się na południe, nie dając się wykryć. Montgomery wysłał samoloty z Morza Salomona 140 mil morskich na południowy wschód od Rabaulu.
„Agano” – jedyny krążownik, który pozostał w Rabaulu po nalocie z 5 listopada – został storpedowany i poważnie uszkodzony W następstwie nalotów Japończycy przeprowadzili serię kontrataków z udziałem 120 samolotów na amerykańskie lotniskowce, ale siły te zostały przechwycone i straciły 35 samolotów, nie wyrządzając żądnych szkód okrętom Montgomery’ego.

## Rezultaty
Naloty nie tylko odniosły sukces w zabezpieczeniu niedawnych zdobyczy aliantów, ale także pozostawiły Rabaul w roli coraz bardziej odizolowanej placówki, trudnej do zaopatrzenia i stanowiącej niewielkie zagrożenie dla przyspieszenia operacji alianckich w regionie. Zdobycie Wyspy Bougainville’a i Buka po raz pierwszy wprowadziło Rabaul w zasięg lądowych bombowców taktycznych Marynarki Wojennej Stanów Zjednoczonych i Korpusu Piechoty Morskiej, przygotowując grunt pod operację  mającą na celu ostateczne zneutralizowanie Rabaulu, która rozpoczęła się 17 grudnia 1943 roku.